# Лимбург-Штирум

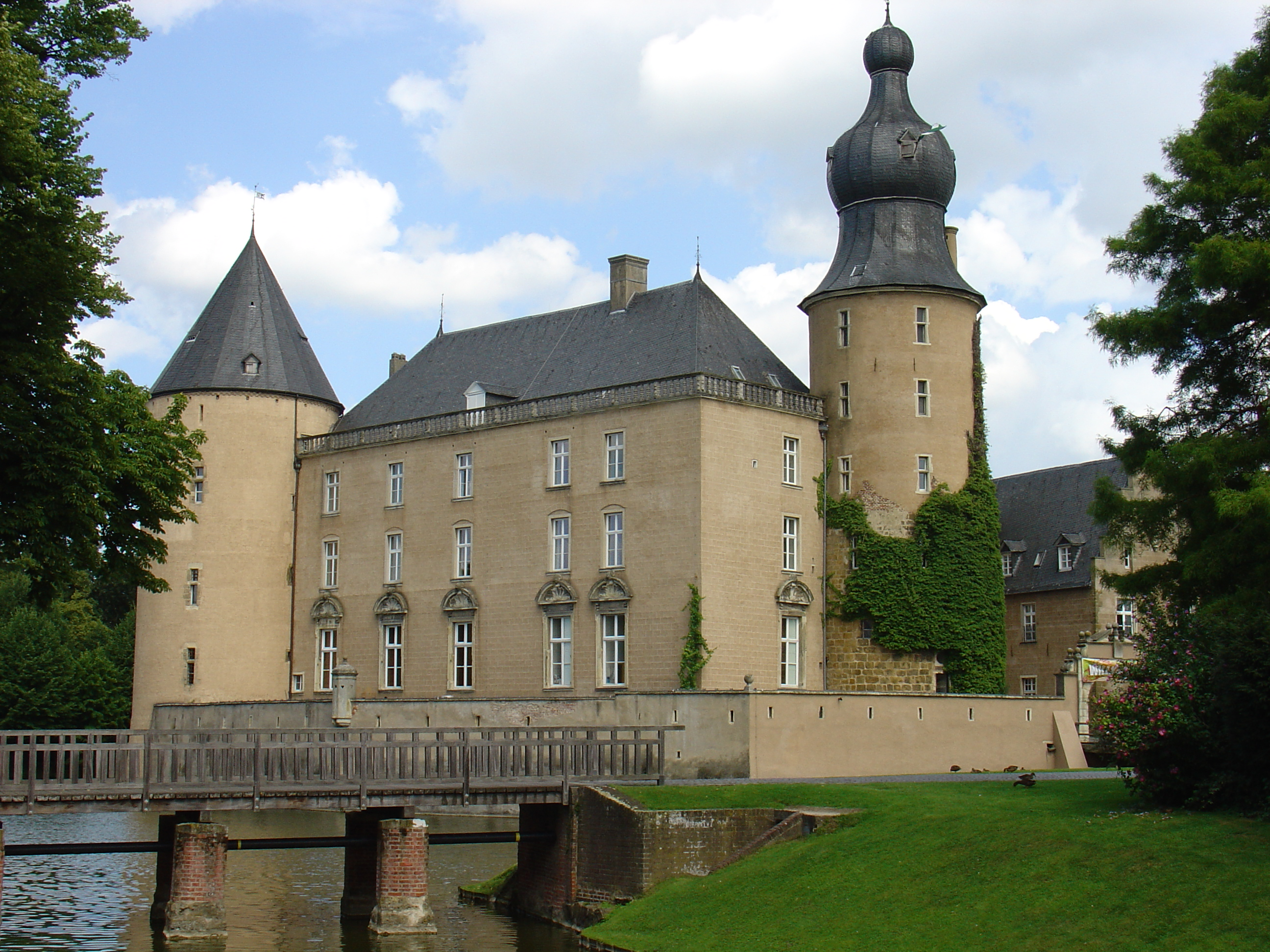
Дворец-замок Лимбург-Штирумов Гемен

Лимбург-Штирум (нем. Limburg-Styrum) — вестфальский графский род, наряду с графами фон дер Марками ведущий своё происхождение от средневекового дома Альтена-Берг, из которого в XII—XIII веках вышла целая плеяда епископов Оснабрюка, Мюнстера и Кёльна.
Родоначальником Лимбург-Штирумов считается граф Дитрих Изенбургский (ум. 1301). Его потомки обосновались в замке Штюрум. Территория этой сеньории в настоящее время находится в границах города Мюльхайм-ан-дер-Рур.
Лимбург-Штирумами были учреждены два рыцарских ордена — св. Филиппа и Четырёх императоров. При роспуске Священной Римской империи этот весьма многочисленный род подвергся медиатизации.

## Представители
- Граф Германн Оттон II Лимбург-Штирумский (1646—1704) — австрийский фельдмаршал во время Войны за испанское наследство.
- Граф Филипп Фердинанд фон Лимбург-Штирум (1734—1794) — авантюрист, который оспаривал у Павла Петровича наследственные права на Гольштейн и содержал свою метрессу княжну Тараканову.
- Граф Фридрих цу Лимбург-Штирум (1835—1912) в 1880-81 гг. исполнял обязанности министра иностранных дел Германской империи.
- Граф Йоган Пауль ван Лимбург-Штирум (1873—1948) в годы Первой мировой войны управлял Голландской Ост-Индией.